# Viscount Esher
Viscount Esher, of Esher in the County of Surrey, ist ein erblicher britischer Adelstitel in der Peerage of the United Kingdom.

## Verleihung
Der Titel wurde am 11. November 1897 für den prominenten Rechtsanwalt und Richter William Baliol Brett, 1. Baron Esher, geschaffen, als er nach mehr als 16 Jahren Tätigkeit als Master of the Rolls in den Ruhestand trat.

## Nachgeordneter Titel
Brett war bereits am 24. Juli 1885 zum Baron Esher, of Esher in the County of Surrey, erhoben worden. Dieser Titel, der ebenfalls zur Peerage of the United Kingdom gehört, wird nunmehr als nachgeordneter Titel geführt.

## Liste der Viscounts Esher (1897)
- William Baliol Brett, 1. Viscount Esher (1815–1899)
- Reginald Baliol Brett, 2. Viscount Esher (1852–1930)
- Oliver Sylvain Baliol Brett, 3. Viscount Esher (1881–1963)
- Lionel Gordon Baliol Brett, 4. Viscount Esher (1913–2004)
- Christopher Lionel Baliol Brett, 5. Viscount Esher (* 1936)

Voraussichtlicher Titelerbe (Heir apparent) ist der Sohn des jetzigen Viscounts, Hon. (der Ehrenwerte) Matthew Christopher Anthony Brett (* 1963).
Dessen Titelerbe ist sein Sohn Jack Alexander Baliol Brett (* 1996).